# ارغوانی امپراتوری

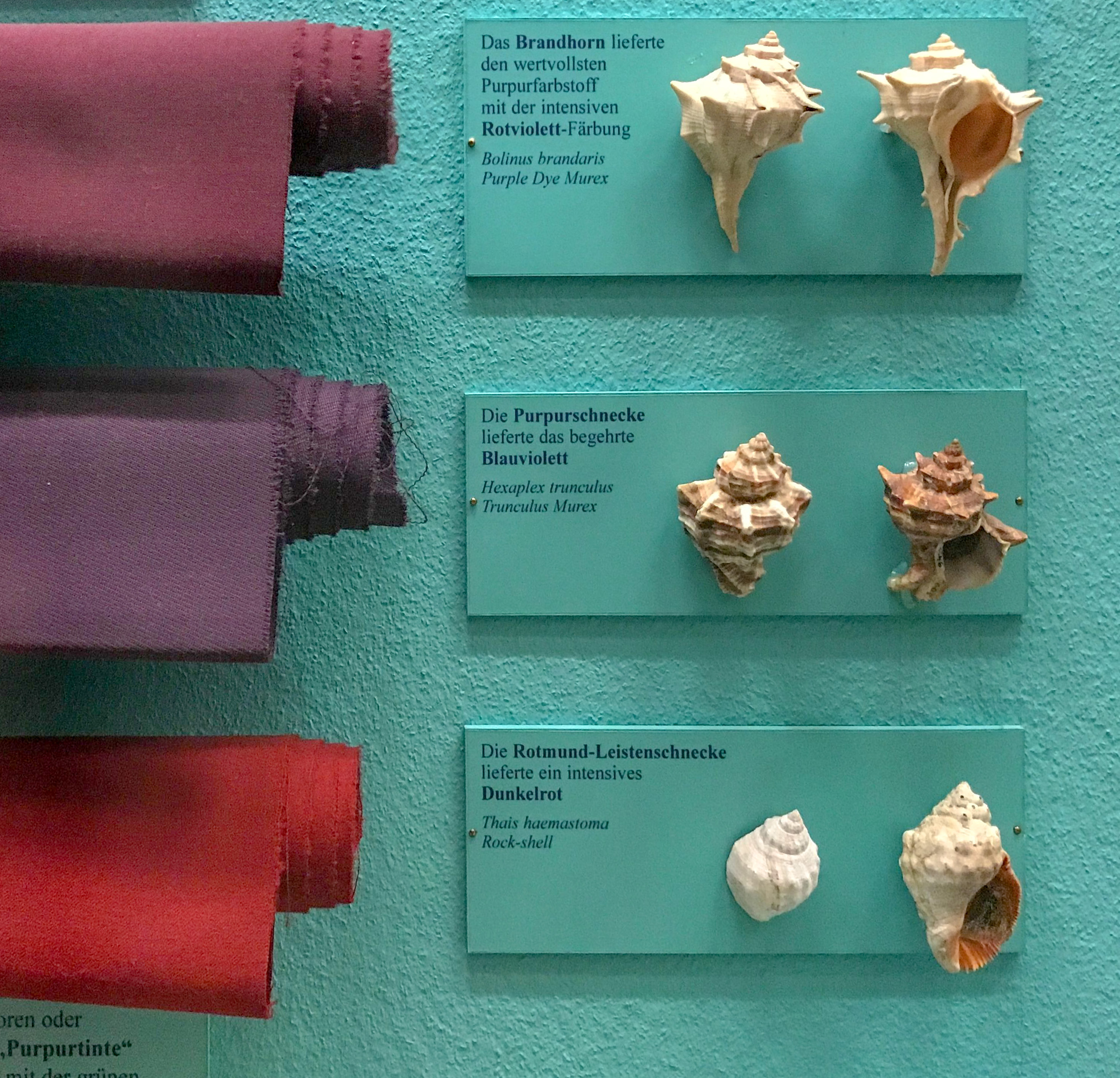
چند پارچه ارغوانی در کنار حلزون‌هایی که رنگ از آن‌ها استخراج شده.

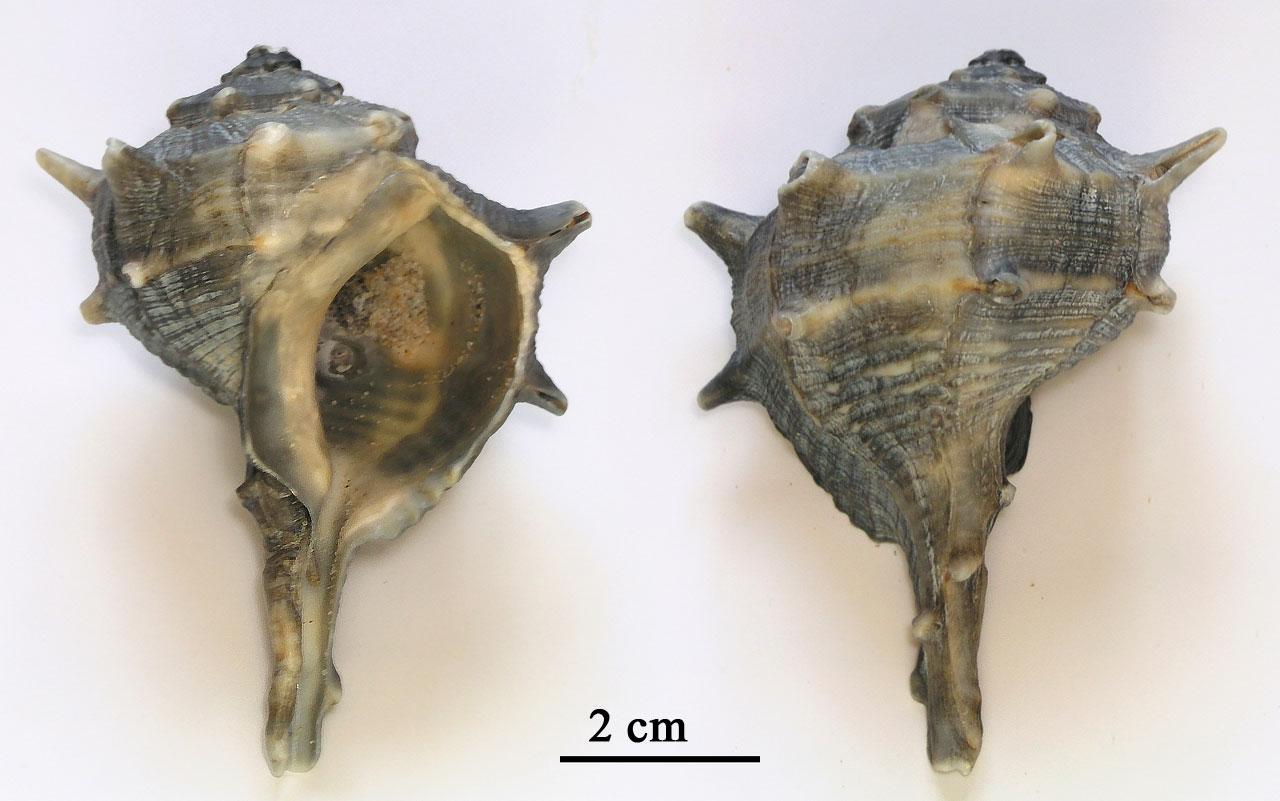
بلینوس برندریس

ارغوانی صوری (منسوب به شهر صور لبنان) رنگی است که با نام‌های ارغوانی شاهی یا ارغوانی امپراتوری شناخته می‌شود. نخستین بار فینیقیان آن را ساخته‌اند. این رنگ از یک نوع حلزون دریایی از خانوادهٔ حلزون‌های خاردار به دست می‌آمده‌است و در جهان باستان ارزش بسیار بالایی داشته‌است.
این رنگ بسیار گران بوده‌است: تئوپومپوس در سده ۴ پیش از میلاد از تبادل ارغوانی صوری با نقره در آسیای میانه گزارش داده‌است.
- ارغوانی صورتی (Tyrian Pink) (Hex: #B80049) (RGB: 184, 0, 73)
- ارغوانی امپراتوری میانه (Medium Imperial Purple) (Tyrian Red) (Hex: #990024) (RGB: 97, 64, 81)
- ارغوانی امپراتوری (Imperial Purple) (Hex: #66023C) (RGB: 102, 2, 60)